# Campionato Sergipano 2022
Il Campionato Baiano 2022 è stata la 99ª edizione della massima serie del campionato sergipano. La stagione è iniziata il 15 gennaio 2022 e si è conclusa il 9 aprile successivo.

## Stagione

### Novità
Al termine della stagione 2021, sono retrocesse in Segunda Divisão il Dorense e América de Pedrinhas. Dalla seconda divisione, invece, sono saliti il Falcon e América-SE.

### Formato
Le dieci squadre si affrontano dapprima in una prima fase, consistente in un due gironi da cinque squadre ciascuno. Le squadre affrontano avversarie appartenenti all'altro girone. Le prime due classificate di tali gironi, accederanno alla seconda fase che decreterà la vincitrice del campionato. Le due squadre che hanno totalizzato il minor numero di punti nella prima fase, retrocedono in Segunda Divisão.
La formazione vincitrice, potrà partecipare alla Série D 2023, alla Coppa del Brasile 2023 e alla Copa do Nordeste 2023. La seconda classificata, alla Série D e alla Coppa del Brasile. Nel caso le prime due classificate siano già qualificate alla Série D o alle serie superiori, l'accesso alla quarta serie andrà a scalare.

## Risultati

### Prima fase

#### Girone A
|  | Pos. | Squadra        | Pt | G  | V | N | P | GF | GS | DR  |
|  | ---- | -------------- | -- | -- | - | - | - | -- | -- | --- |
|  | 1.   | Itabaiana      | 23 | 10 | 7 | 2 | 1 | 17 | 4  | +13 |
|  | 2.   | Sergipe        | 21 | 10 | 6 | 3 | 1 | 26 | 7  | +19 |
|  | 3.   | Gloriense      | 15 | 10 | 4 | 3 | 3 | 14 | 11 | +3  |
|  | 4.   | Freipaulistano | 12 | 10 | 4 | 0 | 6 | 12 | 18 | -6  |
|  | 5.   | América-SE     | 7  | 10 | 2 | 1 | 7 | 10 | 22 | -12 |

Legenda:
      Ammessa alla seconda fase.
Note:
Tre punti a vittoria, uno a pareggio, zero a sconfitta.

#### Girone B
|  | Pos. | Squadra     | Pt | G  | V | N | P | GF | GS | DR  |
|  | ---- | ----------- | -- | -- | - | - | - | -- | -- | --- |
|  | 1.   | Falcon      | 21 | 10 | 7 | 0 | 3 | 20 | 7  | +13 |
|  | 2.   | Confiança   | 20 | 10 | 5 | 5 | 0 | 18 | 6  | +12 |
|  | 3.   | Lagarto     | 17 | 10 | 5 | 2 | 3 | 15 | 10 | +5  |
|  | 4.   | Boca Júnior | 4  | 10 | 1 | 1 | 8 | 6  | 23 | -17 |
|  | 5.   | Maruinense  | 1  | 10 | 0 | 1 | 9 | 3  | 33 | -30 |

Legenda:
      Ammessa alla seconda fase.
      Retrocesse in Segunda Divisão 2023
Note:
Tre punti a vittoria, uno a pareggio, zero a sconfitta.

### Seconda fase
|  | Semifinali | Semifinali | Semifinali | Semifinali | Semifinali |  |  | Finale | Finale  | Finale | Finale | Finale |  |
|  |            |            |            |            |            |  |  |        |         |        |        |        |  |
|  | 2B         | Confiança  | 1          | 1          | 2          |  |  |        |         |        |        |        |  |
|  | 1B         | Falcon     | 1          | 1          | 2          |  |  | 1B     | Falcon  | 1      | 1      | 2      |  |
|  | 2A         | Sergipe    | 2          | 0          | 2          |  |  | 2A     | Sergipe | 2      | 1      | 3      |  |
|  | 1A         | Itabaiana  | 0          | 1          | 1          |  |  |        |         |        |        |        |  |

## Classifica finale
|  | Pos. | Squadra        | Pt | G  | V | N | P | GF | GS | DR  |
|  | ---- | -------------- | -- | -- | - | - | - | -- | -- | --- |
|  | 1.   | Sergipe        | 28 | 14 | 8 | 4 | 2 | 31 | 10 | +21 |
|  | 2.   | Falcon         | 24 | 14 | 7 | 3 | 4 | 24 | 12 | +12 |
|  | 3.   | Itabaiana      | 26 | 12 | 8 | 2 | 2 | 18 | 6  | +12 |
|  | 4.   | Confiança      | 22 | 12 | 5 | 7 | 0 | 20 | 8  | +12 |
|  | 5.   | Lagarto        | 17 | 10 | 5 | 2 | 3 | 15 | 10 | +5  |
|  | 6.   | Gloriense      | 15 | 10 | 4 | 3 | 3 | 14 | 11 | +3  |
|  | 7.   | Freipaulistano | 12 | 10 | 4 | 0 | 6 | 12 | 18 | -6  |
|  | 8.   | América-SE     | 7  | 10 | 2 | 1 | 7 | 10 | 22 | -12 |
|  | 9.   | Boca Júnior    | 4  | 10 | 1 | 1 | 8 | 6  | 23 | -17 |
|  | 10.  | Maruinense     | 1  | 10 | 0 | 1 | 9 | 3  | 33 | -30 |

Legenda:

      Vincitore del Campionato Tocantinense 2022 e qualificato per la Coppa del Brasile 2023, il Campeonato Brasileiro Série D 2023 e la Copa do Nordeste 2023.
      Qualificato per il Campeonato Brasileiro Série D 2023.
      Ammessa ai Pré-Copa do Nordeste 2023.
      Retrocesse in Segunda Divisão 2023